# هيئة التأمين
هيئة التأمين هي هيئة حكومية سعودية تأسست بقرار مجلس الوزراء رقم (85) بتاريخ 15 أغسطس 2023، لتكون الجهة المعنية بتنظيم قطاع التأمين في المملكة العربية السعودية، وتتولى الإشراف والرقابة عليه، وتتمتع الهيئة بالشخصية الاعتبارية وبالاستقلال المالي والإداري وترتبط تنظيميا برئيس مجلس الوزراء. وعُين عبد العزيز بن حسن البوق رئيساً لمجلس إدارة الهيئة.

## مهام الهيئة
تتولى الهيئة الاختصاصات المرتبطة بقطاع التأمين التي تمارس قبل صدور قرار إنشائها من قبل البنك المركزي السعودي ومجلس الضمان الصحي.

## أهداف الهيئة
- تنظيم قطاع التأمين في المملكة والإشراف والرقابة عليه بما يدعمه ويعزز فاعليته.
- تنمية الوعي التأميني.
- حماية حقوق المؤمن لهم والمستفيدين.
- استقرار قطاع التأمين.
- المساهمة في الاستقرار المالي.
- تعزيز قطاع التأمين وتنميته.[8]
- العمل على ترسيخ مبادئ العلاقة التعاقدية التأمينية.[9]